# Stephen Jay Gould
Pour les articles homonymes, voir Stephen Gould, Jay Gould et Gould.
Stephen Jay Gould, né le 10 septembre 1941 et mort le 20 mai 2002, est un paléontologue américain, professeur de géologie et d'histoire des sciences à l'université Harvard, qui a beaucoup œuvré à la vulgarisation de la théorie de l'évolution en biologie et à l'histoire des sciences depuis Darwin.
Ses propres travaux de recherche l'ont conduit à formuler la théorie des équilibres ponctués, selon laquelle les transitions évolutives entre les espèces au cours de l'évolution se font brutalement et non graduellement. Par la suite, il en viendra à insister sur le rôle du hasard dans l'évolution (la « contingence »), contre la vision adaptationniste naïve qu'il critique pour ses « just-so stories » (histoires ad hoc). Il a également développé le concept évolutionniste d'exaptation.
Il a aussi mené la campagne contre les créationnistes, visant à démontrer que la « science » de ces derniers, principalement représentée par le dessein intelligent (en anglais intelligent design), ne répondait pas aux critères fondamentaux de la méthode scientifique, et n'était qu'un moyen détourné de contourner la loi afin d'imposer l'enseignement du créationnisme à l'école en lui donnant un visage pseudo-scientifique.

## Biographie
Stephen Jay Gould est né et a grandi dans la communauté de Bayside, un quartier de la section nord-est du Queens à New York. Son père, Leonard, était greffier à la cour, et sa mère, Eleanor, était une artiste, fille d'immigrants juifs. Un jour, alors qu'il est âgé de cinq ans, son père l’emmène visiter la salle des dinosaures au Muséum américain d'histoire naturelle, où il découvre un tyrannosaure. « Je n'avais aucune idée qu'il existait de telles choses, j'étais émerveillé ! » se rappelle Gould. C'est à ce moment qu'il décide de devenir paléontologue.
Élevé dans une famille laïque, Gould se définit comme agnostique. Élevé par un père marxiste, Gould s'est toujours identifié au marxisme et a essayé de montrer la validité des analyses de Marx. Il participe, par exemple, à la New York Marxist School. Cependant, Gould a déclaré que son choix politique était « très différent de celui de son père ».
Pendant ses études à Antioch College dans les années 1960, Gould a été actif dans le mouvement des droits civiques et dans la lutte contre la guerre du Vietnam. Tout au long de sa carrière et de ses écrits, il s'est prononcé contre l'oppression culturelle sous toutes ses formes, en particulier ce qu'il considérait comme la pseudoscience utilisée par les adeptes du racisme et du sexisme.
Dans ses essais scientifiques pour la revue Natural History, Gould parle souvent de ses intérêts et passe-temps non scientifiques : le baseball, les films de science-fiction (qu'il trouvait souvent médiocres), l'opérette, les livres rares. Il a souvent voyagé en Europe, parle le français, l'allemand, le russe et l'italien. Il admire l'architecture de la Renaissance.
Gould a été marié deux fois et a eu deux enfants de son premier mariage, dont l'un né handicapé.
En juillet 1982, Gould a été diagnostiqué d'un cancer de la paroi abdominale, apparaissant souvent chez les personnes exposées à l'amiante ou la poussière de roche (en), et souvent mortel. Considérant que le cancer a été détecté tôt, qu'il était jeune, optimiste, et qu'il a eu les meilleurs traitements disponibles, Gould reste confiant et fait un rétablissement complet.
Gould était également un défenseur de la marijuana médicale. Lors de son combat contre le cancer, il fumait la drogue illicite pour soulager les nausées associées à ses traitements médicaux. Selon Gould, son usage analgésique de la marijuana a eu « un effet très important » sur sa guérison.
Gould a vécu encore vingt ans jusqu'au 20 mai 2002, emporté cette fois par un adénocarcinome métastatique du poumon, un cancer qui s'est propagé au cerveau, et qui n'était pas lié à son ancien cancer de l'abdomen. Il est mort à son domicile, « dans un lit mis en place dans la bibliothèque de son loft de Soho, entouré de sa femme Rhonda, de sa mère Eleanor, et des nombreux livres qu'il aimait. »

## Idées

### Théorie des équilibres ponctués
Avec Niles Eldredge, il a proposé, en 1972, la théorie des équilibres ponctués selon laquelle les changements évolutifs se produisent plutôt rapidement durant des périodes relativement brèves de stress environnemental, séparées par des périodes plus longues de stabilité des espèces.
Selon lui, cette théorie rendrait mieux compte des observations que le gradualisme (en) classique de la transformation des espèces. Pour la plupart des évolutionnistes, si sa théorie apporte un éclairage nouveau important, elle ne modifie la théorie néo-darwinienne qu'en des termes tout à fait compatibles avec ce qui était précédemment développé. Le biologiste Richard Dawkins s'est violemment opposé à Gould sur cette question. Gould s'était lui-même, quelques années auparavant, montré assez critique vis-à-vis de la théorie personnelle de Dawkins sur le gène égoïste, et la querelle d'école entre les deux scientifiques perdurera jusqu'à la mort de Gould[réf. nécessaire].
Plusieurs évolutionnistes, tel le biologiste John Maynard Smith ne sont cependant pas d'accord, soit avec sa façon d'en présenter les idées, soit avec sa théorie des équilibres ponctués. S'ils expliquent que Gould a donné selon eux, aussi bien au grand public qu'aux scientifiques d'autres domaines, une vision quelque peu faussée de la théorie de l'évolution, ils reconnaissent néanmoins à Gould le mérite d'avoir passionné toute une génération de lecteurs pour sa discipline, comme avait pu le faire en leur temps et pour leurs propres disciplines un Jean-Henri Fabre ou un Camille Flammarion. Son activité de vulgarisateur a gagné en importance grâce à la publication sous forme d'ouvrages de ses essais déjà cités pour la revue Natural History. En 1992, il reçoit la médaille linnéenne. D'autres auteurs, plus nombreux, pensent que la révision en profondeur des éléments du néodarwinisme est bien amorcée[réf. nécessaire]. Par exemple, la théorie des équilibres ponctués semble bien rendre compte de l'évolution de la majorité des espèces[réf. nécessaire].
Stephen Jay Gould  a rassemblé l'ensemble de ses thèses dans son ultime ouvrage, La Structure de la théorie de l'évolution, publié en 2002 et traduit en français pour les Éditions Gallimard en 2006.

### Non-recouvrement des magistères
Le principe du « NOMA » (de l'anglais : Non-Overlapping Magisteria, non-recouvrement des magistères) « prône le respect mutuel, sans empiètement quant aux matières traitées, entre deux composantes de la sagesse dans une vie de plénitude : notre pulsion à comprendre le caractère factuel de la Nature (c'est le magistère de la Science), et notre besoin de trouver du sens à notre propre existence et une base morale pour notre action (le magistère de la Religion) » (Et Dieu dit : « que Darwin soit », p. 163).
Au nom de ce principe, Gould fustige les fondamentalistes religieux, pour lesquels le texte de la Bible a la même valeur que les Proceedings of the National Academy of Sciences. Mais il réprouve également les scientifiques qui, en raison de leur athéisme, attaquent les croyances religieuses. L'évolutionniste britannique Richard Dawkins consacre un chapitre de son ouvrage Pour en finir avec Dieu, au principe du NOMA qu'il considère comme une forme de lâcheté, arguant que pour sa part, il n'existe pas de domaine, y compris la question de l'existence de Dieu, qui ne puisse être traité de manière scientifique.
Dominique Lecourt dans sa préface de « Que Darwin soit ? » de Stephen J. Gould :
« Stephen Jay Gould, en proposant le principe de NOMA n'adopte nullement une position de retrait par rapport à ses engagements constants. Il ne plaide pas pour une position de neutralité. Il se bat à double front : contre les prétentions scientifiques inacceptables de certains théologiens américains et contre les extrapolations scientistes arrogantes de certains biologistes ».

## Influence
Le nom du projet Steve, lancé en 2003 est un hommage à Stephen Jay Gould.
Dans un sondage effectué en 2013 et 2014 auprès d'un panel d'experts de l'intelligence, Stephen J. Gould a été le chercheur le moins bien noté parmi les chercheurs en intelligence les plus connus, selon les 3 critères proposés (critère 1: qualité et exactitude des travaux; critère 2: innovation et créativité; critère 3: importance de l'œuvre). Le panel d'experts dans cette étude sont des chercheurs ayant publié au moins un article après 2010 dans des revues spécialisées dans l'étude de l'intelligence cognitive.

### Œuvres de Stephen Jay Gould
Luttant contre les pseudo-sciences et le créationnisme, et servi par une grâce d'écriture qui lui est reconnue même par ses adversaires, S. J. Gould a été un prolifique pédagogue de l'évolution à travers de nombreux articles dans des magazines de vulgarisation scientifique. 
- Ontogeny and Phylogeny, 1977  (ISBN 0-674-63941-3)
- Darwin et les grandes énigmes de la vie (Ever Since Darwin), 1977  (ISBN 2-85704-050-4)
- Gould, S. J. & Lewontin, R. C. (1979). The spandrels of San Marco and the Panglossian paradigm: a critique of the adaptationist programme. Proceedings of the Royal Society of London. Series B. Biological Sciences 205, 581–598. doi:10.1098/rspb.1979.0086.
- Stephen Jay Gould (dir.), Louis Dollo's papers on paleontology and evolution: Original Anthology, New York, Arno Press, 1980 (ISBN 0-405-12700-6)
- Le Pouce du panda : les grandes énigmes de l’évolution (The Panda's Thumb), 1980  (ISBN 2-253-03819-9)
- La Mal-mesure de l'homme : l’intelligence sous la toise des savants (The Mismeasure of Man), 1981  (ISBN 978-2-7381-2198-1), 1997, seconde édition revue et augmentée  (ISBN 978-2738105080)
- Quand les poules auront des dents : réflexions sur l'histoire naturelle (Hen's Teeth and Horse's Toes), 1983  (ISBN 2-02-012886-1)
- Aux racines du temps (Time's Arrow, Time's Cycle), 1987  (ISBN 2-253-94247-2)
- Un hérisson dans la tempête (An Urchin in the Storm: Essays about Books and Ideas), 1987  (ISBN 2-253-94227-8)
- Le Sourire du flamant rose (The Flamingo's Smile), 1988  (ISBN 2-02-019416-3)
- La vie est belle : les surprises de l'évolution (Wonderful Life: The Burgess Shale and the Nature of History), 1989  (ISBN 2-02-035239-7).
- La Foire aux dinosaures : réflexions sur l’histoire naturelle (Bully for Brontosaurus), 1991  (ISBN 2-02-032420-2)
- Comme les huit doigts de la main (Eight Little Piggies), 1993  (ISBN 2-02-040065-0)
- Finders, Keepers: Eight Collectors, 1994  (ISBN 978-0-393-31087-0)
- Les Quatre Antilopes de l’Apocalypse (Dinosaur in a Haystack), 1995  (ISBN 2-02-028502-9)
- L'Éventail du vivant : le mythe du progrès (Full House: The Spread of Excellence From Plato to Darwin), 1996  (ISBN 2-02-049093-5)
- Millenium : histoire naturelle et artificielle de l'an 2000 (Questioning the Millennium: A Rationalist's Guide to a Precisely Arbitrary Countdown), 1997  (ISBN 2-02-031610-2)
- Les Coquillages de Léonard : réflexions sur l'histoire naturelle (Leonardo's Mountain of Clams and the Diet of Worms), 1998  (ISBN 2-02-035854-9)
- Et Dieu dit : « Que Darwin soit !» : science et religion, enfin la paix ? (Rocks of Ages: Science and Religion in the Fullness of Life), préface de Dominique Lecourt, 1999  (ISBN 2-02-038198-2)
- Les Pierres truquées de Marrakech : avant-dernières réflexions sur l'histoire naturelle (The Lying Stones of Marrakech), 2000  (ISBN 2-02-040759-0)
- Crossing Over : Where Art and Science Meet, 2000  (ISBN 978-0-609-80586-2)
- La Structure de la théorie de l'évolution (The Structure of Evolutionary Theory, 2002  (ISBN 0-674-00613-5)) ; Gallimard, Paris, 2006, 2033 p.  (ISBN 2-07-076681-0)
- Cette vision de la vie (I Have Landed: The End of a Beginning in Natural History), 2002  (ISBN 2-02-056282-0)
- Le Renard et le Hérisson : comment combler le fossé entre la science et les humanités ? (The Hedgehog, the Fox, and the Magister's Pox), Éditions du Seuil, 2003  (ISBN 2-02-061470-7)
- The Richness of Life, W. W. Norton & Company, 2007  (ISBN 978-0-393-06498-8)

### Réflexions sur l'histoire naturelle
Parmi cette bibliographie, les dix ouvrages suivants sont estampillés « réflexions sur l'histoire naturelle ». Il s'agit d'une sélection des articles mensuels écrits par Gould et parus sans interruption dans la revue Natural History entre janvier 1974 et janvier 2001.
1. Darwin et les grandes énigmes de la vie (Ever Since Darwin), 1977  (ISBN 2-85704-050-4)
2. Le Pouce du panda (The Panda's Thumb), 1980  (ISBN 2-253-03819-9)
3. Quand les poules auront des dents (Hen's Teeth and Horse's Toes), 1983  (ISBN 2-02-012886-1)
4. Le Sourire du flamant rose (The Flamingo's Smile), 1988  (ISBN 2-02-019416-3)
5. La Foire aux dinosaures (Bully for Brontosaurus), 1991  (ISBN 2-02-032420-2)
6. Comme les huit doigts de la main (Eight Little Piggies), 1993  (ISBN 2-02-040065-0)
7. Les Quatre Antilopes de l’Apocalypse (Dinosaur in a Haystack), 1995  (ISBN 2-02-028502-9)
8. Les Coquillages de Léonard (Leonardo's Mountain of Clams and the Diet of Worms), 1998  (ISBN 2-02-035854-9)
9. Les Pierres truquées de Marrakech (The Lying Stones of Marrakech), 2000  (ISBN 2-02-040759-0)
10. Cette vision de la vie (I Have Landed: The End of a Beginning in Natural History), 2002  (ISBN 2-02-056282-0)

Un recueil posthume des meilleurs articles tirés des quatre derniers volumes est paru en 2008 sous le titre : 
- Antilopes, dodos et coquillages : ultimes réflexions sur l'histoire naturelle, 2008, Seuil, coll. « Points », série « Sciences ».  (ISBN 978-2-02-014687-6)